# Ferrari Testarossa F90 Speciale
Ferrari Testarossa F90 Speciale – supersamochód klasy średniej wyprodukowany pod włoską marką Ferrari w 1988 roku.

## Historia i opis modelu
Pod koniec lat 80. Ferrari otrzymało specjalne zamówienie na wykonanie unikatowego modelu samochodu dla Sułtana Brunei Hassanala Bolkiah, który rozsławił się zamiłowaniem do kolekcjonowania wielu niepowtarzalnych samochodów w latach 80. i 90. XX wieku. Do opracowania specjalnego modelu zaangażowane zostało włoskie studio projektowe Pininfarina, gdzie głównym stylistą i koordynatorem był Enrico Fumia.
Testarossa F90 Speciale otrzymała awangardową, futurystyczną stylistykę z motywem owali, licznych przetłoczeń wraz z tylnymi panelami zakrywającymi część powierzchni kół. Pomimo sylwetki w stylu coupé, unikatowy model Ferrari to klasyczna targa z demontowanym panelem dachowym. Enrico Fumia określił zaawansowanie techniczne samochodu jako najbardziej wyrafinowany i skomplikowany projekt, jaki koordynował.
Jak wskazała sama nazwa, Ferrari Testarossa F90 Speciale powstało w oparciu o model Testarossa, dzieląc z nim zarówno płytę podłogową i podzespoły techniczne, jak i specyficzną jednostkę napędową. Płasko umieszczona, 12-cylindrowa jednostka napędowa napędziła tylną oś, charakteryzując się mocą 390 KM i pojemnością 4,9 litra. Silnik sprzężono z manualną, 5-stopniową skrzynią biegów.

### Sprzedaż
Testarossa F90 Speciale to najbardziej sekretny, nieudokumentowany i szerzej nieznany projekt w historii Ferrari. Wyprodukowany został w 1988 roku w 6 sztukach na wyłączne zamówienie sułtana Brunei Hassanala Bolkiah oraz jego brata Jefriego, z kolei przez kolejne 18 lat wiedza o istnieniu samochodu nie wykraczała poza krąg wybranych osób z Pininfariny i Ferrari. O istnieniu samochodu nigdy miał nie dowiedzieć się sam Enzo Ferrari. Istnienie F90 Speciale ujawnione zostało w 2005 roku, a jeden z 6 egzemplarzy miał być widziany w Monako.
Współczesny status samochodów pozostaje bliżej nieznany - spekuluje się, że wzorem innych modeli z kilkutysięczną kolekcji samochodów sułtana Brunei, pozostają one nieużywane w hangarze i niszczeją z powodu suchego, gorącego klimatu azjatyckiego państwa. W internecie dostępna jest ściśle limitowana dokumentacja fotograficzna samochodu - Ferrari udostępniło niewielką liczbę zdjęć egzemplarzy w granatowym oraz czarnym kolorze.

### Silnik
- V12 180 4.9l 390 KM